# Chick-fil-A

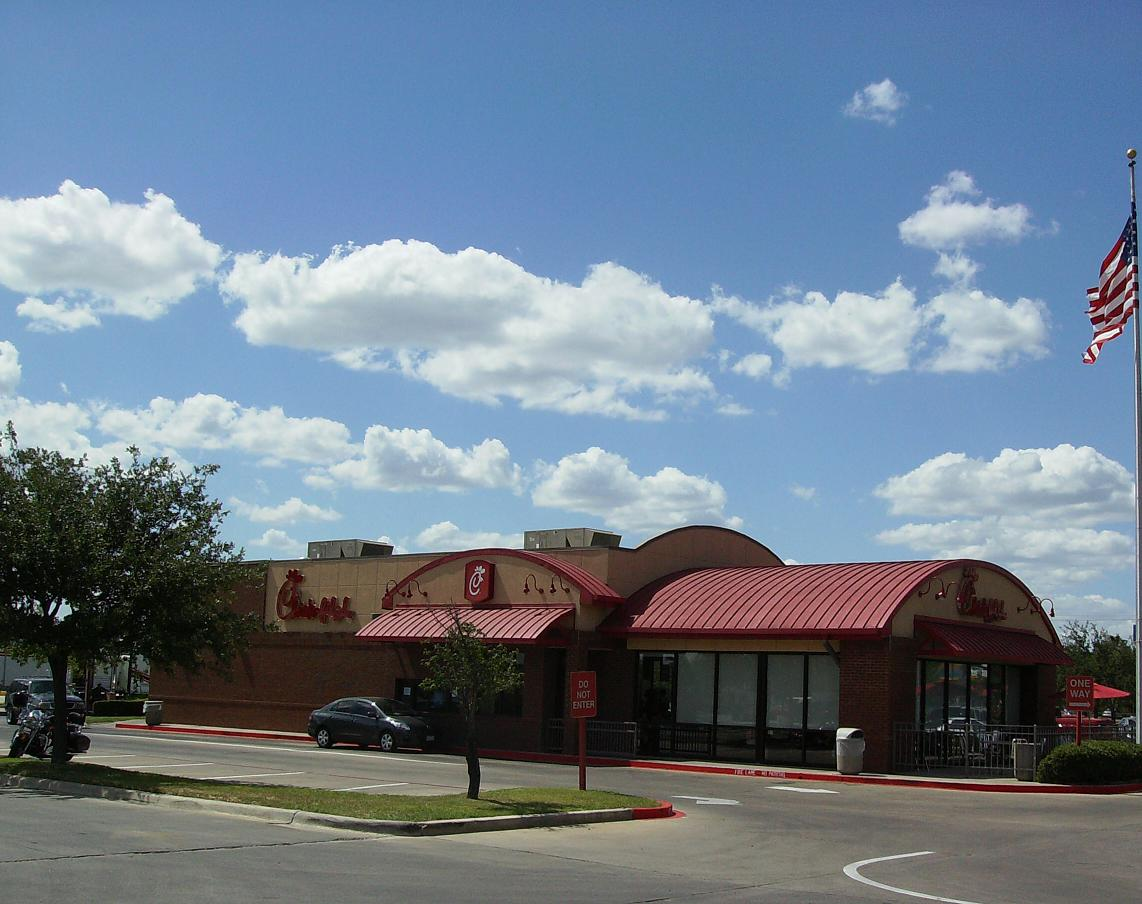
Ein Restaurant der Fast-Food-Kette in Laredo, Texas

Chick-fil-A (/tʃɪkfᵻˈleɪ/, ein Wortspiel mit der amerikanischen Aussprache von „Filet“) ist eine 1946 gegründete und in Familienbesitz befindliche amerikanische Schnellrestaurantkette, die sich auf den Verkauf von Hühnerfleischprodukten spezialisiert hat. Im Angebot finden sich unter anderem Hühnchen-Sandwiches, Wraps und Salate. Das Unternehmen hat mehr als 2100 Filialen. Für eine Kontroverse sorgte die ablehnende Haltung der Unternehmensführung zur gleichgeschlechtlichen Ehe.

## Hintergrund

Karte mit Standorten der Restaurants in den Vereinigten Staaten aus dem Jahr 2011

Im Jahr 1946 eröffnete der Gründer Truett Cathy in Atlanta unter dem Namen „The Dwarf Grill“ sein erstes Restaurant. 1967 folgte das erste Chick-fil-A-Restaurant. Nachdem die Restaurants der Kette zunächst nur in Einkaufszentren platziert wurden, eröffnete 1986 ebenfalls in Atlanta das erste separate Restaurant. 1992 erfolgte die Expansion mit weiteren Restaurants; und 1993 wurde das erste Drive-in-Restaurant eröffnet. 1997 eröffnete ein weiteres Restaurant in Alpharetta. Im Jahr 2000 erreichten die Chick-fil-A-Restaurants erstmals einen Umsatz von mehr als einer Milliarde US-Dollar, und 2001 wurde das 1000. Restaurant eröffnet.
2003 expandierte die Kette weiter im Westen der Vereinigten Staaten, insbesondere in den US-Bundesstaaten Utah, Arizona und Kalifornien, und hatte zuletzt mehr als 2400 Filialen (Stand 2023).
Es steht im Wettbewerb u. a. zu Popeyes und Church’s Chicken.

## Internationale Standorte

### Kanada
Im September 1994 eröffnete Chick-fil-A seinen ersten Standort außerhalb der USA in einem Food Court eines Studentenzentrums an der Universität von Alberta in Edmonton, Alberta, Kanada. Dieser Standort schnitt nicht sehr gut ab und wurde innerhalb von zwei oder drei Jahren geschlossen. Später kehrte das Unternehmen wieder in die Provinz Alberta zurück und eröffnete im Mai 2014 eine Filiale am Calgary International Airport in Calgary. Im Juli 2018 kündigte Chick-fil-A Pläne an, innerhalb Kanadas zu expandieren und 2019 ein neues Restaurant in Toronto, Ontario, zu eröffnen. Dieser Standort wurde am 6. September 2019 in der Gegend von Yonge und Bloor Street eröffnet. Demonstranten kritisierten die Verletzung der Tierrechte und die „Geschichte des Unternehmens, Anti-LGBTQ-Anliegen zu unterstützen“. Chick-fil-A kündigte an, 2019 zwei weitere Standorte in Toronto und in den folgenden fünf Jahren 12 weitere Geschäfte im Großraum Toronto zu eröffnen. Chick-fil-A eröffnete seinen zweiten Standort in Toronto im Yorkdale Shopping Centre.

### Südafrika
Im August 1996 eröffnete Chick-fil-A seinen ersten Standort außerhalb Nordamerikas mit dem Bau eines Restaurants in Durban, Südafrika. Ein zweiter Standort wurde im November 1997 in Johannesburg eröffnet. Aufgrund mangelnder Rentabilität wurden beide Standorte im Jahr 2001 geschlossen.

## Kontroverse um gleichgeschlechtliche Ehe
Im Juni 2012 lehnte Dan T. Cathy, damals Leiter von Chick-fil-A, in zwei öffentlichen Stellungnahmen die gleichgeschlechtliche Ehe ab. Mehrere prominente Politiker kritisierten Cathy daraufhin. Der Bürgermeister von Boston, Thomas Menino, äußerte etwa die Hoffnung, dass eine Ausbreitung der Kette in seiner Stadt verhindert werden könne. Ähnlich positionierten sich auch die Bürgermeister von San Francisco, Chicago und Washington. Das Ansinnen, die Kette in ihrer Ausbreitung einzuschränken, zog indes Kritik von linken wie rechten Kommentatoren, Rechtsexperten sowie der Bürgerrechtsorganisation American Civil Liberties Union nach sich.
Das Unterhaltungsunternehmen The Jim Henson Company beendete nach den Äußerungen von Cathy seine Zusammenarbeit mit Chick-fil-A. Das Unternehmen hatte zuvor Lizenzen für die Spielzeuge der Kindermenüs von Chick-fil-A erteilt. Mike Huckabee, früherer Gouverneur des Bundesstaates Arkansas, initiierte im Zuge der Diskussion hingegen einen „Chick-fil-A Appreciation Day“, an dem Gegner der gleichgeschlechtlichen Ehe bei dem Unternehmen essen sollten. Ziel war es Verluste durch Boykottaufrufe von Befürwortern der gleichgeschlechtlichen Ehe auszugleichen.
Chick-fil-A veröffentlichte schließlich eine Stellungnahme, in der es hieß: „Wir sind ein Restaurant-Unternehmen und setzen unseren Fokus auf Lebensmittel, Service und Gastfreundschaft. Wir beabsichtigen die Diskussion um die gleichgeschlechtliche Ehe der Regierung und dem politischen Bereich zu überlassen.“
Die Federal Aviation Administration untersuchte 2019 zwei Fälle, in denen Städte versucht haben sollen, die Eröffnung von Chick-fil-A-Filialen an ihren Flughäfen zu verhindern.
Medienrecherchen kamen zu dem Ergebnis, dass das Chick-fil-A in der Vergangenheit an christlich-konservative Gruppen wie Focus on the Family oder Fellowship of Christian Athletes gespendet hatte. Am 18. November 2019 gab Chick-fil-A-Leiter Tim Tassopoulos bekannt, in Zukunft nicht mehr an die beiden von LGBT-Aktivisten kritisierten Gruppen Fellowship of Christian Athletes und die Heilsarmee spenden zu wollen, was im christlich-konservativen Milieu auf Kritik stieß. Am 8. Januar 2020 kündigte das Unternehmen an, zukünftig stattdessen für Covenant House zu spenden, einer privaten Organisation, die sich um Obdachlose und Ausreißer kümmert. Covenant House kümmert sich insbesondere um LGBT, die besonders häufig von Obdachlosigkeit betroffen sind.

## Weiteres

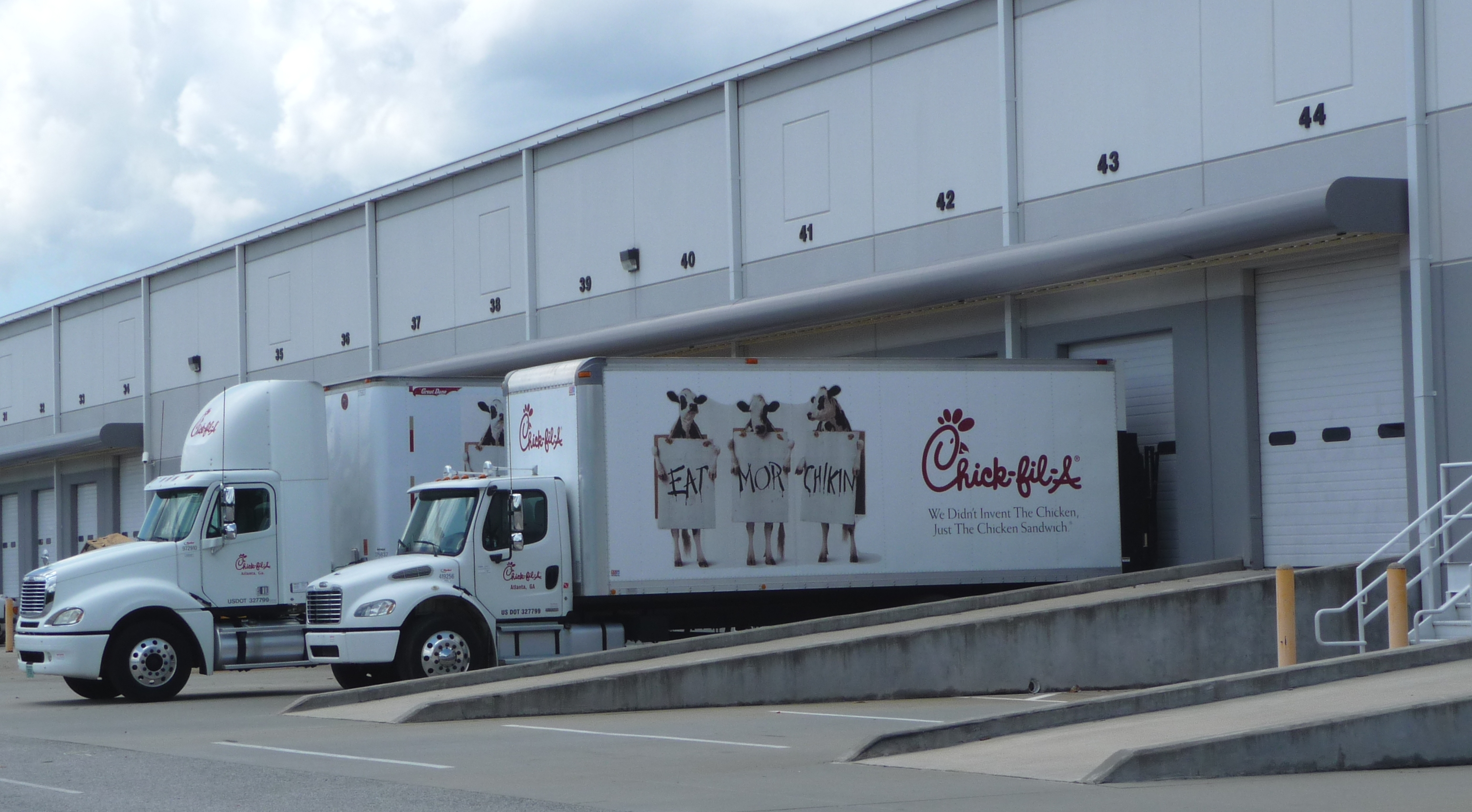
Lastwagen mit „Eat-Mor-Chikin“-Aufschrift

1984 gründeten Truett und Jeanette Cathy die karitative WinShape Foundation.
In den USA bekam die 1995 laufende Werbekampagne „Eat-Mor-Chikin“ große Aufmerksamkeit und gewann einige Preise. Hauptakteure der Werbeaktion waren drei auf zwei Beinen stehende Kühe, die mit Umhänge-Werbetafeln dazu aufforderten, eben nicht sie, sondern Hühner zu essen.
Chick-fil-A hat aus religiösen Gründen an Sonntagen geschlossen. Der Gründer Truett Cathy beabsichtigte, seinen Angestellten einen freien Sonntag zu gewährleisten.